# Socarnes vahli
Socarnes vahli är en kräftdjursart som först beskrevs av Henrik Nikolai Krøyer 1838.  Socarnes vahli ingår i släktet Socarnes, och familjen Lysianassidae. Inga underarter finns listade.